# Petrivka, Perevalsk
Petrivka (în ucraineană Петрівка) este localitatea de reședință a comunei Petrivka din raionul Perevalsk, regiunea Luhansk, Ucraina.

## Demografie
Componența lingvistică a localității Petrivka
     Ucraineană (57,66%)
     Rusă (41,61%)
     Alte limbi (0,73%)
Conform recensământului din 2001, majoritatea populației localității Petrivka era vorbitoare de ucraineană (57,66%), existând în minoritate și vorbitori de rusă (41,61%).